# 1915

Il mondo nel 1915

Il 1915 (MCMXV in numeri romani) è un anno  del XX secolo.

## Musica
- Il 28 ottobre, presso la Dresdener Hofkapelle di Berlino, si tiene la prima della Eine Alpensinfonie op. 64 di Richard Strauss, uno dei suoi più celebri poemi sinfonici.

## Eventi
- USA: inizia l'attività del secondo Ku Klux Klan
- Viene fondata la Gray Dort, un'azienda automobilistica canadese
- 13 gennaio – Italia: terremoto di Avezzano
- 14 febbraio: viene fondata il Livorno
- 22 maggio: in Scozia cinque treni si scontrano nel disastro ferroviario di Quintinshill
- 24 luglio: la nave da crociera SS Eastland naufraga nel molo di Chicago, causando 845 morti
- 25 novembre: Einstein pubblica l'equazione di campo della teoria della relatività generale
- 9-14 dicembre: il Giappone ricorda il caso dell'orso antropofago di Sankebetsu

### Prima guerra mondiale
- 26 aprile: l'Italia firma il Patto di Londra con la Triplice Intesa.
- 7 maggio: naufragio del transatlantico RMS Lusitania a causa di un siluro sparato dal sommergibile tedesco SM U-20.
- 24 maggio: l'Italia dichiara guerra all'Austria-Ungheria ed entra così nella prima guerra mondiale.
- 3 giugno: la Repubblica di San Marino dichiara guerra all'Austria-Ungheria, entrando nel conflitto mondiale a fianco dell'Intesa.
- 21 agosto: l'Italia dichiara guerra all'Impero Ottomano.
- 14 ottobre: la Bulgaria entra in guerra con le potenze centrali nella prima guerra mondiale.
- 14 novembre: si verifica il Bombardamento austriaco di Verona.
- 19 ottobre: l'Italia dichiara guerra alla Bulgaria.
- 2 dicembre: Joseph Joffre diventa comandante in capo dell'esercito francese.

## Nati
Ci sono circa 1 780 voci su persone nate nel 1915; vedi la pagina Nati nel 1915 per un elenco descrittivo o la categoria Nati nel 1915 per un indice alfabetico.

## Morti
Ci sono circa 640 voci su persone morte nel 1915; vedi la pagina Morti nel 1915 per un elenco descrittivo o la categoria Morti nel 1915 per un indice alfabetico.

## Calendario
| Calendario 1915 | Calendario 1915 | Calendario 1915 | Calendario 1915 | Calendario 1915 | Calendario 1915 | Calendario 1915 | Calendario 1915 | Calendario 1915 | Calendario 1915 | Calendario 1915 | Calendario 1915 | Calendario 1915 | Calendario 1915 | Calendario 1915 | Calendario 1915 | Calendario 1915 | Calendario 1915 | Calendario 1915 | Calendario 1915 | Calendario 1915 | Calendario 1915 | Calendario 1915 | Calendario 1915 | Calendario 1915 | Calendario 1915 | Calendario 1915 | Calendario 1915 | Calendario 1915 | Calendario 1915 | Calendario 1915 | Calendario 1915 | Calendario 1915 |
| --------------- | --------------- | --------------- | --------------- | --------------- | --------------- | --------------- | --------------- | --------------- | --------------- | --------------- | --------------- | --------------- | --------------- | --------------- | --------------- | --------------- | --------------- | --------------- | --------------- | --------------- | --------------- | --------------- | --------------- | --------------- | --------------- | --------------- | --------------- | --------------- | --------------- | --------------- | --------------- | --------------- |
|                 | 1               | 2               | 3               | 4               | 5               | 6               | 7               | 8               | 9               | 10              | 11              | 12              | 13              | 14              | 15              | 16              | 17              | 18              | 19              | 20              | 21              | 22              | 23              | 24              | 25              | 26              | 27              | 28              | 29              | 30              | 31              |                 |
| Gennaio         | Ve              | Sa              | Do              | Lu              | Ma              | Me              | Gi              | Ve              | Sa              | Do              | Lu              | Ma              | Me              | Gi              | Ve              | Sa              | Do              | Lu              | Ma              | Me              | Gi              | Ve              | Sa              | Do              | Lu              | Ma              | Me              | Gi              | Ve              | Sa              | Do              |                 |
| Febbraio        | Lu              | Ma              | Me              | Gi              | Ve              | Sa              | Do              | Lu              | Ma              | Me              | Gi              | Ve              | Sa              | Do              | Lu              | Ma              | Me              | Gi              | Ve              | Sa              | Do              | Lu              | Ma              | Me              | Gi              | Ve              | Sa              | Do              |                 |                 |                 |                 |
| Marzo           | Lu              | Ma              | Me              | Gi              | Ve              | Sa              | Do              | Lu              | Ma              | Me              | Gi              | Ve              | Sa              | Do              | Lu              | Ma              | Me              | Gi              | Ve              | Sa              | Do              | Lu              | Ma              | Me              | Gi              | Ve              | Sa              | Do              | Lu              | Ma              | Me              |                 |
| Aprile          | Gi              | Ve              | Sa              | Do              | Lu              | Ma              | Me              | Gi              | Ve              | Sa              | Do              | Lu              | Ma              | Me              | Gi              | Ve              | Sa              | Do              | Lu              | Ma              | Me              | Gi              | Ve              | Sa              | Do              | Lu              | Ma              | Me              | Gi              | Ve              |                 |                 |
| Maggio          | Sa              | Do              | Lu              | Ma              | Me              | Gi              | Ve              | Sa              | Do              | Lu              | Ma              | Me              | Gi              | Ve              | Sa              | Do              | Lu              | Ma              | Me              | Gi              | Ve              | Sa              | Do              | Lu              | Ma              | Me              | Gi              | Ve              | Sa              | Do              | Lu              |                 |
| Giugno          | Ma              | Me              | Gi              | Ve              | Sa              | Do              | Lu              | Ma              | Me              | Gi              | Ve              | Sa              | Do              | Lu              | Ma              | Me              | Gi              | Ve              | Sa              | Do              | Lu              | Ma              | Me              | Gi              | Ve              | Sa              | Do              | Lu              | Ma              | Me              |                 |                 |
| Luglio          | Gi              | Ve              | Sa              | Do              | Lu              | Ma              | Me              | Gi              | Ve              | Sa              | Do              | Lu              | Ma              | Me              | Gi              | Ve              | Sa              | Do              | Lu              | Ma              | Me              | Gi              | Ve              | Sa              | Do              | Lu              | Ma              | Me              | Gi              | Ve              | Sa              |                 |
| Agosto          | Do              | Lu              | Ma              | Me              | Gi              | Ve              | Sa              | Do              | Lu              | Ma              | Me              | Gi              | Ve              | Sa              | Do              | Lu              | Ma              | Me              | Gi              | Ve              | Sa              | Do              | Lu              | Ma              | Me              | Gi              | Ve              | Sa              | Do              | Lu              | Ma              |                 |
| Settembre       | Me              | Gi              | Ve              | Sa              | Do              | Lu              | Ma              | Me              | Gi              | Ve              | Sa              | Do              | Lu              | Ma              | Me              | Gi              | Ve              | Sa              | Do              | Lu              | Ma              | Me              | Gi              | Ve              | Sa              | Do              | Lu              | Ma              | Me              | Gi              |                 |                 |
| Ottobre         | Ve              | Sa              | Do              | Lu              | Ma              | Me              | Gi              | Ve              | Sa              | Do              | Lu              | Ma              | Me              | Gi              | Ve              | Sa              | Do              | Lu              | Ma              | Me              | Gi              | Ve              | Sa              | Do              | Lu              | Ma              | Me              | Gi              | Ve              | Sa              | Do              |                 |
| Novembre        | Lu              | Ma              | Me              | Gi              | Ve              | Sa              | Do              | Lu              | Ma              | Me              | Gi              | Ve              | Sa              | Do              | Lu              | Ma              | Me              | Gi              | Ve              | Sa              | Do              | Lu              | Ma              | Me              | Gi              | Ve              | Sa              | Do              | Lu              | Ma              |                 |                 |
| Dicembre        | Me              | Gi              | Ve              | Sa              | Do              | Lu              | Ma              | Me              | Gi              | Ve              | Sa              | Do              | Lu              | Ma              | Me              | Gi              | Ve              | Sa              | Do              | Lu              | Ma              | Me              | Gi              | Ve              | Sa              | Do              | Lu              | Ma              | Me              | Gi              | Ve              |                 |

## Premi Nobel
In quest'anno sono stati conferiti i seguenti Premi Nobel:
- per la Letteratura: Romain Rolland
- per la Fisica: William Henry Bragg, William Lawrence Bragg
- per la Chimica: Richard Martin Willstätter

## Arti
- Viene pubblicata La Metamorfosi di Franz Kafka
- Viene pubblicato La valle della paura di Sir Arthur Conan Doyle